# Jaume Duran (músic)
Jaume Duran   (Vilafranca del Penedès - Vilafranca del Penedès, 1 de desembre de 1775) va ser organista del santuari de Montserrat. Els seus estudis musicals els va realitzar a l'escolania de Montserrat, on també va exercir com a monjo a partir de l'any 1721.